# Stereocaulon
Stereocaulon ist eine Gattung von Strauchflechten mit weltweit etwa 125 Arten, wovon etwa 17 in Mitteleuropa vorkommen. Sie gehört zur Familie der Stereocaulaceae.

## Beschreibung
Die Stereocaulon-Arten sind meist graue bis weiße Strauchflechten mit säulenförmigen bis reichverzweigten aufsteigenden Lagerstielen. Sie sind gewöhnlich dicht mit schuppenförmigen Auswüchsen (Phyllocladien) besetzt. In vielen Fällen entwickeln sich braune bis schwarze Apothecien. Phycobionten sind coccale Grünalgen. Die meisten Arten verfügen über Cyanophyceen-Symbionten in separaten Cephalodien. Sie kommen meist am Boden, seltener auf Holz vor.

## Vorkommen
Die Stereocaulon-Arten sind auf allen Kontinenten anzutreffen, vor allem in alpinem oder arktischem Klima sowie in Küstennähe. In Mitteleuropa leben die meisten Arten im Berggebiet oberhalb von etwa 2000 m ü. M. auf kalkarmen Böden.
In Nordamerika, Skandinavien und Sibirien stellen Stereocaulon-Arten neben den noch beliebteren Rentierflechten eine wichtige Nahrung für die Rentiere im Winter dar. In China werden einige Stereocaulon-Arten für medizinische Zwecke verwendet.
Die Unterscheidung der einzelnen Arten ist teilweise sehr schwierig.
In der Schweiz ist darum die ganze Gattung Stereocaulon gemäß den Vorgaben der Natur- und Heimatschutzverordnung unter Schutz gestellt. Auf der roten Liste der gefährdeten Flechten der Schweiz figurieren die Arten Stereocaulon incrustatum, Stereocaulon capitellatum, Stereocaulon glareosum, Stereocaulon rivulorum und Stereocaulon tomentosum. Die häufigste Art in den Schweizer Alpen ist Stereocaulon alpinum.